# Ареальна класифікація мов
Ареальна класифікація мов (лат. area — площа або ділянка, простір) — класифікація мов світу за критерієм приналежності до певного мовного ареалу. Іноді її ще називають географічною, оскільки здійснюється з урахуванням територіального розташування носіїв мови.

## Критерії класифікації
Розподіл мов на певні класи здійснюється на підставі загальних ознак, які виникають у них в результаті довготривалих контактів народів, що розмовляють цими мовами. Особливість ареальної класифікації мов: на відміну від генеалогічної і типологічної класифікацій, поширюється не на всі мови світу, а лише на мови окремих регіонів або ареалів. Об'єднання мов, які виділяють при ареальній класифікації, завжди займають суміжні території (угруповання мов, що розрізняють за генеалогічної і типологічної класифікації, можуть бути територіально розділені, відокремлені один від одного територіями поширення мов інших типів).

## Мовні союзи
Угруповання мов, які виділяють при ареальній класифікації, називають мовними союзами. Це такі об'єднання мов (як споріднених, так і неспоріднених), що поширені на певній території і мають спільні мовні риси, сформовані у результаті тривалих контактів їхніх носіїв. Подібність мов, які утворюють мовні союзи, проявляється на різних рівнях - морфологічному, синтаксичному, фонетичному, лексичному та інших.
Наприклад, балканський мовний союз (об'єднує мови Південно-Східної Європи: болгарську, македонську, албанську, румунську, молдовську, грецьку, частково сербохорватську). Вхідні в нього мови характеризуються спільністю цілого ряду рис, так званих балканізмів. На фонетичному рівні, наприклад, їх об'єднує відсутність протиставлення голосних фонем за довготою-короткістю (за винятком сербохорватської мови і частини діалектів болгарської і македонської мов). На морфологічному рівні збігаються форми родового і давального відмінків, вживання артикля в постпозиції, творення форм майбутнього часу дієслова за допомогою допоміжного дієслова зі значенням "хотіти", заміна інфінітивної форми дієслова різними синтаксичними конструкціями. Лексика характеризується значною кількістю запозичень із грецької, латинської, турецької й інших мов.

## Синхронний та діахронний аспекти класифікації
В ареальній класифікації мов варто розмежовувати синхронний і діахронний аспекти класифікації. Сформувавшись в одному місці, мова під впливом історичних обставин може набути значного поширення в іншому регіоні планети. Із 300 млн. осіб, що говорять іспанською, лише 30 млн. проживає безпосередньо в Іспанії. Усі інші - здебільшого в Латинській Америці. Більшість португаломовних людей також живе не в Португалії, а в далекій від неї Бразилії. Таким чином діахронний підхід допомагає встановити стан мови на різних її етапах розвитку із властивими кожному з них ареалами поширення.

## Ареальна лінгвістика
Ареальна класифікація є складовою частиною ареальної лінгвістики - розділу мовознавства, що досліджує за допомогою методів лінгвістичної географії розповсюдженням мовних явищ в просторі та часі. Одним із центральних понять ареальної лінгвістики є мовний або діалектний ареал,тобто межі розповсюдження окремих мовних явищ, а також окремих мов або груп мов. У результаті вивчення ареалів виокремлюють області поширення і взаємодії не тільки конкретних мовних явищ, а й мов, діалектів, мовних спілок.